# Desbrozadora

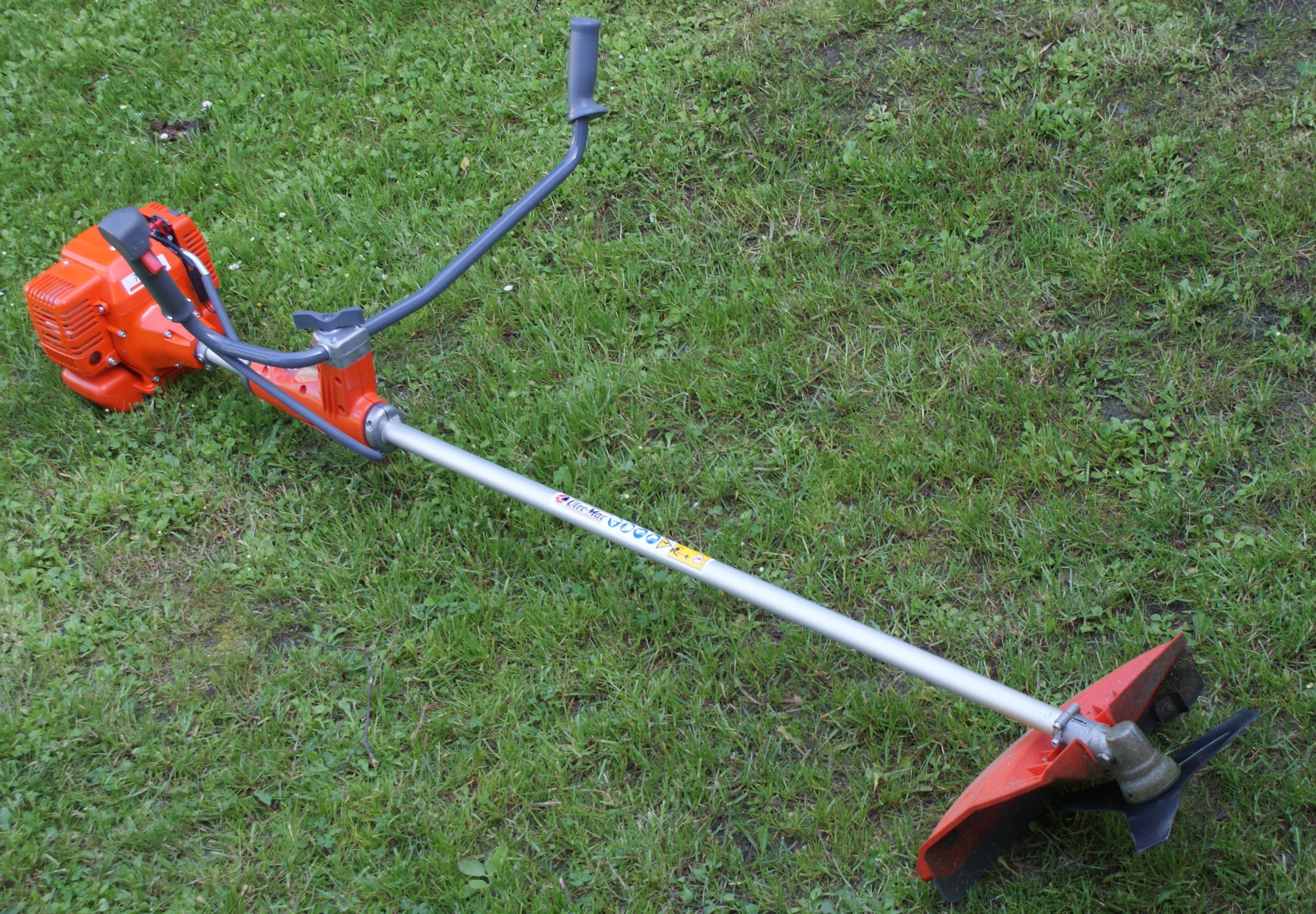
Desbrozadora.

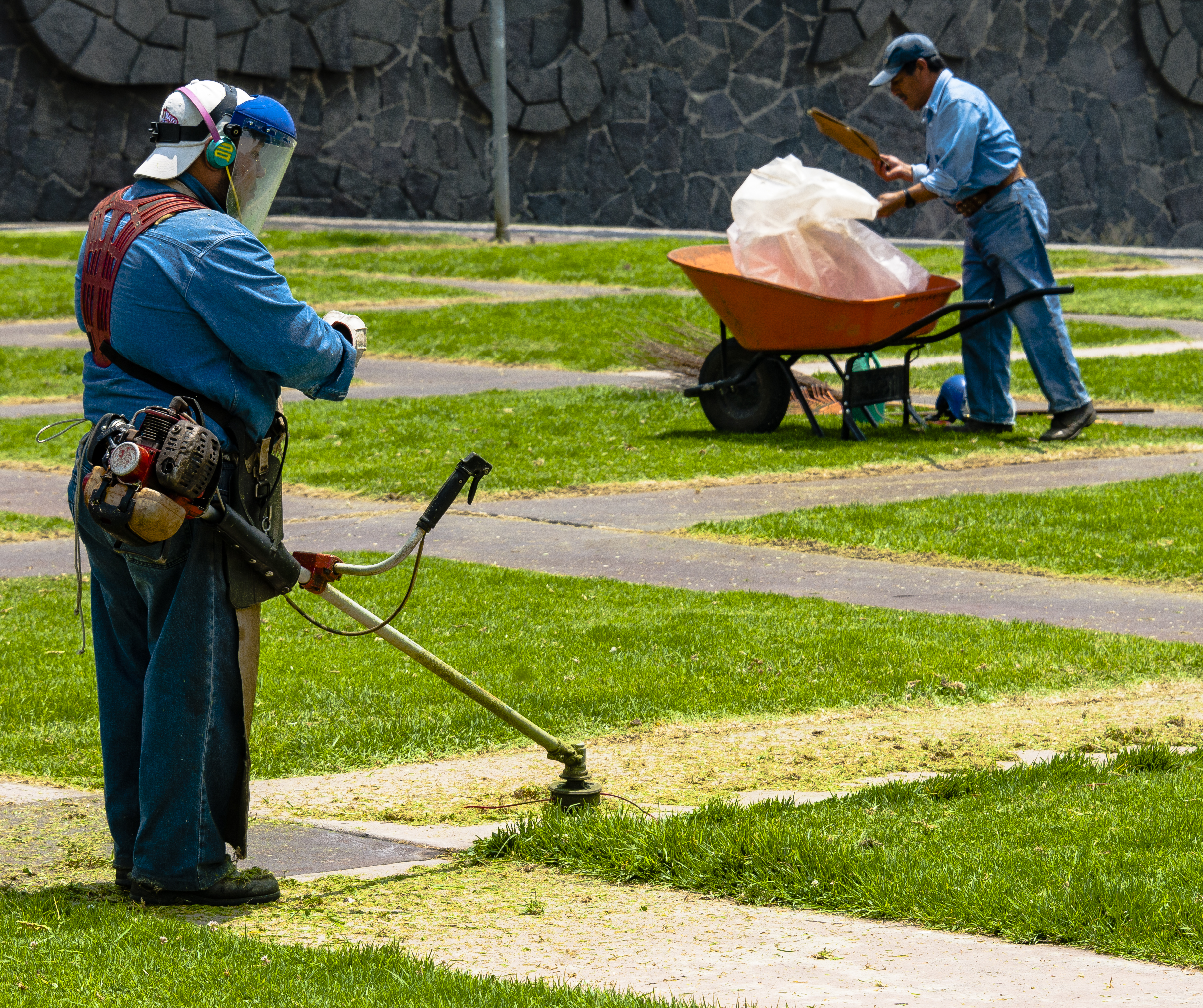
Persona usando una desbrozadora de motor de gasolina.

La desbrozadora, desmalezadora, orilladora, mosco, güira, bordeadora o motoguadaña es una máquina utilizada en jardinería para cortar las malas hierbas a ras de suelo y para repasar los lugares a los que un cortacésped no puede llegar, como las esquinas y los bordes. El corte lo realiza con un hilo de nailon o cuchillas presentadas en discos.
También puede ser una máquina que corta, prensa y machaca las hierbas, plantas y ramas que crecen en el campo, para conseguir un secado más rápido y uniforme del terreno. Este tipo de desbrozadoras pueden ser accionadas y arrastradas por un tractor. Las unidades del corte se pueden montar por debajo del tractor entre las ruedas delanteras y posteriores, o bien, montar en la parte posterior con un enganche de tres puntos.

## Funcionamiento
Las desbrozadoras funcionan con un motor que puede ser de combustión o eléctrico. Además, algunos tienen incluidos sistemas de anti-vibración para lograr un mejor control, en desbrozadoras de combustión también suelen incluir un arranque sencillo. El motor va conectado a una barra larga y delgada que termina en el sistema de corte. Las barras pueden ser rectas o curvas y están provistas de empuñaduras que pueden ser de tipo delta (una agarradera pequeña) o de doble manillar (se agarra con las dos manos para distribuir mejor el peso).
Al final de la barra se encuentra un dispositivo de giro responsable del corte que puede ser un cabezal de polietileno o un ABS en el que se usa un hilo de nailon de diferente grosor. Para trabajos más pesados, se usan piezas de acero con diferentes formas, siendo las más comunes las de 3 o 4 puntas. 
Las desbrozadoras también pueden venir con arnés o mochila para asegurarla al cuerpo y facilitar su manipulación al repartir el peso. Disponen de un acelerador que regula la velocidad del giro del cabezal. En el caso de desbrozadoras que funcionan a batería, incluyen la batería en cuestión que puede variar su capacidad y potencia, también incluyen su cargador.

## Desbrozadora a gasolina
Preparación inicial
Verificación del equipo: Antes de usar la desbrozadora, asegúrate de que esté en buen estado. Revisa las cuchillas, el cabezal de corte y cualquier componente móvil para asegurarte de que no haya daños o desgaste excesivo. Combustible: Llena el tanque de combustible con la mezcla adecuada de gasolina y aceite según las recomendaciones del fabricante.
Arranque del motor
Asegúrate de que la desbrozadora esté colocada sobre una superficie plana y estable. Enciende el interruptor de encendido/apagado en la posición correcta. Si la desbrozadora tiene un cebador, presiónalo varias veces para bombear combustible al carburador. Sujeta firmemente la desbrozadora y tira del cordón de arranque con un movimiento rápido y firme hasta que el motor arranque.
Generación de energía
El motor de la desbrozadora, que funciona con gasolina, genera energía para alimentar el mecanismo de corte. La gasolina entra al carburador, donde se mezcla con aire en la proporción adecuada. La mezcla de combustible y aire entra en la cámara de combustión, y la bujía genera una chispa que enciende la mezcla, provocando la combustión. La energía liberada durante la combustión impulsa el pistón, que a su vez hace girar el cigüeñal y el volante de inercia, generando movimiento y potencia.
Mecanismo de corte
La potencia generada por el motor se transmite al mecanismo de corte a través de un eje o una transmisión. Dependiendo del modelo de la desbrozadora, el mecanismo de corte puede ser una cabeza de nylon con hilo de nylon para cortar hierba ligera o cuchillas metálicas para cortar maleza más densa y arbustos.
Operación y mantenimiento
Una vez que la desbrozadora está en funcionamiento, ajusta la velocidad y la altura de corte según tus necesidades. Realiza cortes suaves y evita forzar la máquina para prolongar su vida útil. Realiza el mantenimiento regular, como limpieza del filtro de aire, cambio de aceite, y afilado de cuchillas, para garantizar un rendimiento óptimo.

## Medidas de seguridad
Esta máquina debe estar equipada con un protector en la parte trasera que evita que salgan despedidos hacia el usuario. La protección consiste en una lámina de metal que cubre la parte trasera de elementos cortantes como las cuchillas.

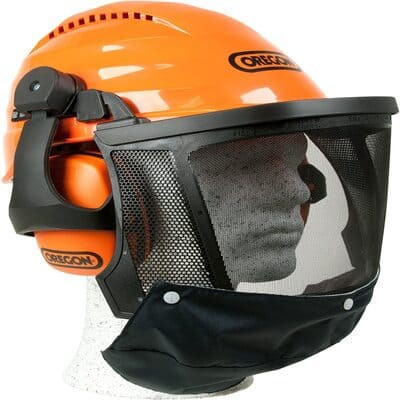
Casco con protección auditiva y rejilla

Obligatoriamente, el operario debe llevar casco de protección, rejilla o pantalla. Por otro lado, si el terreno está sembrado de objetos o piedras sueltas, resulta conveniente que utilice ropa ceñida y cómoda, resistente, para proteger su cuerpo de posibles impactos por proyección.
La parte frontal no va protegida y por ello, es necesario prestar mucha atención a las personas que pudieran encontrarse en las proximidades del operador. Como norma general, la persona que utilice la desbrozadora debe asegurarse de que no tiene a nadie a menos de 15 metros, especialmente delante de él.
También es conveniente utilizar protectores para los ojos y los oídos, así como guantes amortiguados y con superficie antideslizante de agarre para evitar roces y golpes en las manos y botas de seguridad con suela antideslizante.

## Accesorios
- Cabezal de hilo o nylon, es un hilo de entre 1,4mm hasta 3mm hecho de hilo resistente como el nylon. Al girar a altas revoluciones por minuto corta la hierba con facilidad.
- Disco metálico, mucho más potente que el hilo de nailon, y que corta matorral y hierbajos grandes. Tienen entre 3 y 22 dientes, estos últimos para cortar madera.
- Motosierra podadora, los dientes de una motosierra pero unidos al extremo de la desbrozadora. Se utiliza para desbrozar ramas.
- Corta-setos.
- Sierra o podador con dientes, para cortar arbustos y ramas.

Antes de la invención y de la adopción de los desbrozadores mecanizados, en lugares donde resulta poco práctico o poco económico el uso de un cortador, las hierbas se cortaban a mano usando la guadaña o la hoz.